# UFC Fight Night: Dern vs. Ribas 2
UFC Fight Night: Dern vs. Ribas 2 (también conocido como UFC Fight Night 249, UFC Vegas 101 y UFC on ESPN+ 107) fue un evento de artes marciales mixtas producido por Ultimate Fighting Championship que se llevó a cabo el 11 de enero de 2025 en el UFC Apex en Enterprise, Nevada, parte del Valle de Las Vegas, Estados Unidos.

## Antecedentes
Está previsto que Mackenzie Dern y Amanda Ribas se enfrenten en la revancha de peso paja femenino para encabezar este evento. Originalmente estaban programadas para competir en UFC on ESPN: Covington vs. Buckley el 14 de diciembre de 2024, pero la pelea se trasladó a este evento para que sirviera como evento principal. El dúo se enfrentó previamente en UFC Fight Night: Joanna vs. Waterson en octubre de 2019, cuando Ribas ganó por decisión unánime.
Según informes, se programó para este evento una pelea de peso gallo femenino entre la ex campeona de peso pluma femenina de UFC Germaine de Randamie y la ex campeona de peso gallo femenina de LFA Jacqueline Cavalcanti. Sin embargo, de Randamie anunció su retiro y la pelea fue cancelada.
En el pesaje, Jose Johnson e Ihor Potieria no dieron el peso. Johnson pesó 128.5 libras, dos libras y media más que el límite de peso mosca para peleas sin título. Potieria pesó 188 libras, dos libras más que el límite de peso mediano para peleas sin título. Ambas peleas se llevaron a cabo en peso pactado, con Johnson perdiendo el 20% de su bolsa y Potieria perdiendo el 25% de su bolsa, que fue para sus oponentes, el ex campeón de peso mosca de la LFA Felipe Bunes y Marco Tulio, respectivamente.

## Bonificaciones
Los siguientes peleadores recibieron bonificaciones de 50.000 dólares.
- Pelea de la Noche: Roman Kopylov vs. Chris Curtis
- Actuación de la Noche: Mackenzie Dern y César Almeida